# جوليان داروي
جوليان داروي (بالفرنسية: Julien Darui)‏ (16 فبراير 1916 - 13 ديسمبر 1987) حارس مرمى فرنسي سابق في لعبة كرة القدم وبعدها تحول إلى مجال التدريب . ولد في لوكسمبورغ أثناء الحرب العالمية الأولى وشارك في 25 مباراة دولية مع منتخب فرنسا . في سنة 1999 اختارته مجلة ليكيب الفرنسية الرياضية أفضل حارس مرمى فرنسي في القرن العشرين .

## روابط خارجية
- جوليان داروي على موقع قاعدة بيانات كرة القدم.إي يو (الإنجليزية)
- جوليان داروي على موقع ناشيونال فوتبول تيمز (الإنجليزية)